# Bill Staines
William Russell Staines (6 de febrero de 1947 - 5 de diciembre de 2021) fue un músico y cantautor de música folk estadounidense. Fue descrito por la cantautora Nanci Griffith como "el Woody Guthrie de mi generación". También escribió y grabó canciones infantiles.

## Biografía
Staines nació el 6 de febrero de 1947 y se crio en Lexington, Massachusetts. Comenzó su carrera profesional a principios de la década de 1960 en el área de Cambridge. Comenzó a hacer giras por todo el país unos años después. En 1975, ganó el Campeonato Nacional de Canto a la tirolesa en el Festival Folclórico de Kerrville en Texas. Fue muy prolífico en presentaciones en vivo. Apareció en los programas de televisión A Prairie Home Companion, Mountain Stage y The Good Evening Show.
Entre las canciones de Staines más destacadas se incluyen "Bridges", "Crossing the Water", "Sweet Wyoming Home", "The Roseville Fair", "A Place in the Choir", "Child of Mine" y "River". Han sido grabados por muchos otros artistas, incluidos Peter, Paul and Mary, Makem and Clancy, Nanci Griffith, Mason Williams, The Highwaymen, Glenn Yarbrough, Skip Jones, Jerry Jeff Walker, Schooner Fare, Grandpa Jones, The Grace Family, Hank Cramer, Wendy M. Grossman y Priscilla Herdman.  A lo largo de su carrera grabó un total de 22 álbumes.
La canción de Staines "The Logging Song", del álbum Whistle of the Jay, apareció en "Lumberjerk", episodio 12 de la temporada 18 de American Dad.
Staines vivía en Rollinsford (Nuevo Hampshire), donde falleció de cáncer de próstata el 5 de diciembre de 2021, a la edad de 74 años.

## Discografía
- A Bag of Rainbows (1966)
- Somebody Blue (1967)
- Bill Staines (1971)
- Third Time Around (1973)
- Miles (1975)
- Old Wood and Winter Wine (1977) with Guy Van Duser
- Just Play One Tune More (1977)
- Whistle of the Jay (1979)
- Bill Staines Live at the Coffeehouse Extemporé (1980)
- Rodeo Rose (1981)
- Sandstone Cathedrals (1983)
- Bridges (1984)
- Wild, Wild Heart (1985)
- Redbird's Wing (1988)
- The First Million Miles (1989)
- Tracks & Trails (1991)
- The Happy Wanderer (1993)
- Going to the West (1993)
- The Alaska Suite (1993)[5]
- Looking for the Wind (1995)
- One More River (1998)
- The First Million Miles, Vol. 2 (1998)
- October's Hill (2000)
- Journey Home (2004)
- The Second Million Miles (2005)
- Old Dogs (2007)
- Beneath Some Lucky Star (2012)